# Миллионы (фильм, 2004)
«Миллионы» (англ. Millions) — британский фильм режиссёра Дэнни Бойла. Драма с криминальным сюжетом.

## Сюжет
7-летний Дэмьен, его старший 9-летний брат Энтони и отец мальчишек Ронни Каннингхэм, совсем недавно овдовевший, переехали в новый дом, построенный неподалёку от железной дороги. Любимым занятием Дэмьена были беседы со всевозможными святыми, которых он видел перед собой, словно наяву. Мальчик уходил в составленное из картонных коробок свое собственное жилище и погружался в мир грез и фантазий.
Однажды на его коробки, будто с неба, упала сумка, битком набитая деньгами. Энтони объяснил младшему брату, что о «подарке небес» лучше никому не рассказывать, потому что иначе начнутся проблемы с налогами и вообще с законом. Денег в сумке оказалось немало — 229 тысяч фунтов стерлингов! И через неделю эта сумма превратится в ничто, потому что Англия переходит с фунтов на евро. Так что выход оставался один — за 7 дней эти тысячи необходимо было потратить

## В ролях
| Актёр          | Роль            |
| -------------- | --------------- |
| Джеймс Несбитт | Ронни Каннингем |
| Алекс Этел     | Дэмиан          |
| Люис МакГибон  | Энтони          |
| Дэйзи Донован  | Дороти          |
| Алан Армстронг | Апостол Пётр    |